# Multituberculata
Ordre
Multituberculata (les multituberculés en français) est un groupe d'allothériens, une lignée de mammifères aujourd'hui éteinte dont le niveau taxonomique est discuté : infra-classe, ordre ou sous-ordre. Ils ressemblaient extérieurement à nos rongeurs et ont existé pendant environ 100 millions d'années : la plus longue lignée de mammifères fossiles de toute l'histoire naturelle. Ils ont finalement été surpassés par les rongeurs et se sont éteints au début de l'Oligocène.
On en connait au moins 200 espèces, allant de la taille d'une souris à celle d'un castor. Ces espèces ont occupé des niches écologiques variées allant du terrier à une vie arboricole. Ils ne font partie d'aucun des deux groupes de mammifères actuels (les thériens et les monotrèmes) mais sont peut-être plus étroitement apparentés aux monotrèmes.

## Quelquestaxonsinférieurs
- † Cimolodonta
- † Plagiaulacida

- - † Sinobaatar[4]
  - † Kuehneodon[4]
  - † Rugosodon[4]
  - † Kryptobaatar

Le cladogramme ci-dessous est une classification possible des multituberculés mais elle est souvent sujette à modification.
```
--o 
Allotheria
 
Marsh, 1880

|-o 
Gondwanatheria
 
Mones, 1987

|-o 
Haramiyida
 
Simpson, 1947

  `-o 
Multituberculata
 
Cope, 1884

  |-- 
Arginbaataridae
 
Hahn & Hahn, 1983

  |-- 
Zofiabaataridae
 
Bakker, 1992

  |-- 
Allodontidae
 
Marsh, 1889

  |-o 
Cimolodonta
 
(McKenna, 1975)

  | |-- 
Cimolodontidae
 
Marsh, 1889

  | |-- 
Cimolomyidae
 
Marsh, 1889

  | |-- 
Djadochtatheroidae
 
Kielan-Jaworowska & Hurum, 1997

  | |-- 
Eucosmodontidae
 
Jepsen, 1940

  | |-- 
Kogaionidae
 
Rãdulescu & Samson, 1996

  | |-- 
Microcosmodontidae
 
Holtzman & Wolberg, 1977

  | |-- 
Neoplagiaulacidae
 
Ameghino, 1890

  | |-- 
Ptilodontidae
 
Cope, 1887

  | `-- 
Taeniolabididae
 
Granger & Simpson, 1929

  |-o 
Paulchoffatioidea
 
(Hahn, 1969)

  | |-- 
Hahnodontidae
 
Sigogneau-Russell, 1991

  | |-- 
Paulchoffatiidae
 
Hahn, 1969

  | `-- 
Pinheirodontidae
 
Hahn & Hahn, 1999

    `-o 
Plagiaulacoidea
 
Ameghino, 1894

    |-- 
Albionbaataridae
 
Kielan-Jaworowska & Ensom, 1994

    |-- 
Bolodontidae
 
Osborn, 1887

    |-- 
Eobaataridae
 
Kielan-Jaworowska, Dashzeveg & Trofimov, 1987

    |-- 
Hahnotheriidae
 
Butler & Hooker, 2005

      `-- 
Kermackodontidae
 
Butler & Hooker, 2005
```

## Littérature
- (en) Jordi Agustí et Mauricio Antón, Mammoths, Sabertooths, and Hominids : 65 Millions Years of Mammalian Evolution in Europe, New York, Columbia University Press, 2002, 313 p. (ISBN 978-0-231-11640-4)
- (en) Trevor Dykes, « Multituberculata (Cope 1884) » (consulté en janvier 2010)
- (en) Zofia Kielan-Jaworowska et Jørn H. Hurum, « Phylogeny and Systematics of multituberculate mammals », Paleontology, vol. 44, no 3,‎ 2001, p. 389–429 (lire en ligne)
- (en) Anne Weil, « Introduction to Multituberculates: The “Lost Tribe” of Mammals », Berkeley, UCMP, juin 1997 (consulté en janvier 2010)